# Ляча (Пензенская область)
 Ляча  — село Наровчатского района Пензенской области. Входит в состав Большеколоярского сельсовета на левом берегу Мокши.

## География
Находится в северо-западной части Пензенской области на расстоянии приблизительно 19 км на юг от районного центра села Наровчат.

## История
Основано в середине XVII века нижнеломовскими конными казаками, охранявшими Ногайскую дорогу. Названо по местности: лача (мордовское) — «клин, угол». В 1652 году в селе была Никольская церковь. В 1710 году — 79 казачьих дворов, к 1714 году село уменьшилось до 54 дворов, в 1718 году — 56 дворов. В 1719 году показано около 85 ревизских душ конных казаков Нижнеломовского уезда. В 1746 году — село однодворцев. В 1877 году 188 дворов, церковь. В 1896 году 217 дворов, каменная Никольская церковь, построена в 1819 году, земское училище. В 1930 году, 296 дворов. В 1955 году колхоз имени Жданова. В 2004 году — 111 хозяйств.
Численность населения: 409 человек (1710 год), 1032 (1864), 1179 (1877), 1501 (1896), 1636 (1926), 969 (1937), 696 (1959), 497 (1979), 351 (1989), 284 (1996). Население составляло 273 человек (русские 98 %) в 2002 году, 208 в 2010.
В 1854 году здесь родился саратовский краевед Василий Павлович Соколов